# Viktor Mineyev
Viktor Mineyev (19 de junho de 1937 - Moscou, 22 de julho de 2002) foi um pentatleta soviético, campeão olímpico. 

## Carreira
Viktor Mineyev representou seu país nos Jogos Olímpicos de 1964, na qual conquistou a medalha de ouro, por equipes, em 1964. 